# Катерина Валенте
Катерина Валенте (італ. Caterina Valente; 4 січня 1931, Париж, Франція — 9 вересня 2024) — франко-італійська співачка, танцюристка, гітаристка та акторка. Вважається громадянкою світу і поліглоткою, яка вільно говорить шістьма мовами, записала та випустила понад 1350 пісень 12-ма мовами.

## Біографія
Катерина Валенте народилася в італійській цирковій родині — мати була співачкою і комедіянткою, а батько — грав на гармоніці. Дитиною вона також працювала в цирку. У неї був старший брат Сильвіо Франческо (1927—2000) — співак, кларнетист і гітарист, з яким вона пізніше часто виступала.
Після Другої світової війни почала виступати в деяких клубах Парижа як джазова співачка, акомпануючи собі на гітарі. Саме тоді вона зустрілася з тоді ще невідомим Жильбером Беко, який також хотів стати популярним співаком.
У 1952 році Катерина Валенте зустрілася і одружилася з берлінським жонглером Еріком Ван Аро (сценічне ім'я Герда Еріка Горста Шольца), який кілька років був її імпресаріо. У 1958 році народила сина Еріка Ван Аро, який пізніше став джазовим і поп-співаком. Внаслідок першого шлюбу має німецький паспорт.
Валенте виступала як співачка протягом кількох років, але справжня її кар'єра розпочалася в 1953 році, коли вона зробила свої перші записи з гуртом Курта Едельгаґена з Німеччини. Незабаром Валенте підписала контракт з компанією звукозапису «Полідор». Успіх прийшов з такими піснями, як Malagueña salerosa , The Breeze and I  (було продано мільйон грамплатівок), та Dreh dich nicht um  з оркестром Вернера Мюллера.
У 1956 році вона знялася в головній ролі у фільмі «Бонжур Катрін» Карла Антона з Петером Олександром та Сільвіо Франческо, і з Четом Бейкером записала сингл «Кожного разу, коли ми прощаємось» (Evry Time We Say Goodbye), і отримала першу золоту платівку за чотири мільйони проданих грамплатівок.

## Дискографія
- 1956 The Hi-Fi Nightingale
- 1957 Ole Caterina
- 1957 Plenty Valente!
- 1960 Classic with a Chaser
- 1985 Caterina 86
- 1989 Ich Bin
- 1995 Super-Fonics
- 1999 Briglia Sciolta
- 2000 Sings Weil